# BVP M-80
BVP M-80 je borbeno vozilo pješaštva proizvedeno u bivšoj Jugoslaviji. Danas se nalazi u naoružanju oružanih snaga država nastali njezinim raspadom - Hrvatske, Srbije, i Ukrajine. 

## Razvoj
Vojna industrija bivše SFRJ je početkom 1970-ih godina razvila borbeno vozilo pješaštva M80, kao zamjenu za oklopni transporter M-60. Vozilo je prvi put prikazano na vojnom mimohodu u Beogradu 1975. godine. Devet godina kasnije na izložbi naoružanja u Kairu prikazana je modificirana inačica M-80A, koja je postala standardna u postrojbama JNA.
Koncepcija vozila slična je kao kod ruskog BMP-1. Međutim, iako su mnogi stručnjaci na Zapadu isticali sličnost M-80 sa sovjetskim BMP-1, jugoslavensko borbeno vozilo pješaštva značajno se razlikovalo od svog sovjetskog konkurenta. Za razliku od BMP-1 koji ima šest nosećih kotača i top kalibra 73 mm, M-80 ima pet nosećih kotača i univerzalni top kalibra 20 mm. Jugoslavenski konstruktori smatrali su da je bolje vozilo naoružati topom pogodnim za djelovanje na ciljeve na zemlji i u zraku jer je sovjetski top kalibra 73 mm bio pogodan samo za djelovanje protiv slabo oklopljenih i mekih zemaljskih ciljeva (njime se nije moglo dijelovati protiv neprijateljskih tenkova niti protiv niskoletećih aviona i helikoptera).

## Opis
Pogonska grupa postavljena je u prednji desni dio oklopnog tijla, u prednjem lijevom dijelu je mjesto vozača, a iza njega mjesto zapovjednika. Kupola s naouružanjem i mjestom ciljnika nalazi se u srednjem dijelu vozila, dok je zadnji dio predviđen za smještaj sedmeročlanog pješačkog voda. Tijelo BVP M-80 izrađeno je varenjem ploča pancirnog čelika. Debljina oklopa s prednje strane je 14 mm i štiti od projektila kalibra 20 mm ispaljenih s daljine od 100 m. Bočni oklop debljine 9 mm štiti od pancirnih projektila kalibra 7,62 mm ispaljenih s udaljenosti od 100 m.
Naoružanje vozila se sastoji od automatskog topa M55 kalibra 20 mm, spregnutog mitraljeza M86 PKT kalibra 7,62 mm i dva lansera za protuoklopne vođene rakete 9M14M Maljutka (NATO oznaka AT-3 SAGGER). Topom M55 djeluje se protiv ciljeva na zemlji na daljinama do 1500 metara i ciljeva u zraku udaljenih do 1000 m. Koristi se više vrsta metaka s pancirno-zapaljivim, trenutno-zapaljivim i vježbovnim granatama, a u borbenom kompletu se nalazi ukupno 400 metaka. Polje djelovanja po elevaciji je od -5° do +65°, a po pravcu 360°.
Desno od topa postavljen je mitraljez M86 PKT kalibra 7,62 mm. Koristi se za gađanje pojedinačnih ciljeva na daljini 600 m, odnosno grupnih ciljeva udaljenih do 800 m. 
Protivoklopna vođena raketa 9M14M koristi se za gađanje tenkova, oklopnih vozila i utvrđenih objekata na daljinama od 500 do 3000 metara. Vođenje rakete je ručno, a kumulativna bojna glava probija 400 mm homogenog čeličnog oklopa. U borbenom kompletu se nalaze ukupno 4 projektila.
Ciljnik na raspolaganju ima dnevnu ciljničku spravu DNS-1 i noćnu ciljničku spravu PNS-1 (radi kao pasivna na bazi pojačivača slike ili aktivna u kombinaciji s IC reflektorom). Naoružanje i ciljni uređaji nisu stabilizirani. Zapovjednik vozila za osmatranje koristi dnevni periskop TPKU2B ili noćni periskop TKN-1 (koristi se s IC reflektorom OU-3).
Desant može djelovati streljačkim naoružanjem iz vozila kroz 8 puškarnica (po tri na bokovima i dvije na zadnjoj strani BVP-a).
Vozilo M-80 bilo je pogonjeno turboprehranjivanim dizelskim motorom Hispano-Suiza HS 115-2 snage 191 kW pri 3000 okretaja u minuti. U inačici M80A ugrađen je desetocilindrični dizelski motor s direktnim ubrizgavanjem FAMOS 10V003, koji razvija 235 kW pri 2500 okretaja u minuti. Mehanička transmisija ima pet stupnjeva prijenosa za kretanje naprijed i jedan za nazad. Primijenjen je sustav oslanjanja s torzionim vratilima, a na prvi i zadnji osloni kotač ugrađeni su hidraulični amortizeri.
Borbeno vozilo pješaštva M-80A je amfibija. Na vodi se za pogon koriste gusjenice, a maksimalna brzina plovidbe je 7,8 km/h. Vozilo je opremljeno valobranom i uređajem za izabcivanje prodrle vode.
Od ostale opreme u BVP M-80A ugrađen je radio-uređaj dometa 20 km (15 km kada je vozilo u pokretu), sistem za NKB zaštitu na bazi natpritiska, automatski protupožarni sustav u borbenom i motorno-transmisijskom dijelu, sustav za stvaranje dimne zavijese ubrizgavanjem goriva u ispušnu cijev motora i grijač.
Šasija BVP M-80A poslužila je kao osnova za razvoj zapovjednih vozila M80A KČ, M80A KB i VK M80A, raketnog sustava trupne PVO Sava, sanitetskog vozila M80 Sn, samohodnog protuoklopnog lansera M80A LT, samohodnog protuavionskog topa 30 mm SPA M80A i samohodnog minopolagača M80 MOS.
Pred raspad SFRJ pojavila se modernizirana inačica BVP-a označena M-80AK. Na vozilo je ugrađena kupola "Vidra" sa stabiliziranim topom M86 kalibra 30 mm, spregnutim mitraljezom 7,62 mm, dva lansera za poluautomatski vođenu inačicu rakete Maljutka (9M14MP1), četiri bacača dimnih kutija i novom dnevno-noćnom nišanskom spravom. Slovenija je 20.06.2022. donirala Ukrajini svih 35 komada koje je posjedovala. 

## Inačice
- M-80 - prva standardna proizvodna inačica. Proizvedeno je samo manji broj.
- M-80A - standardna inačica s poboljšanim motorom i drugim manjim poboljšanjima.
- M-80AI - izviđačka inačica M-80A1, samo je prototip izgrađen.
- M-80A KČ - zapovjedno vozilo satnije, izgrađeno na osnovi M-80A s komunikacijskim sustavom. Bilo je u serijskoj proizvodnji.
- M-80A KB - inačica namijenjena kao zapovjedno vozilo oklopno-mehanizirane satnije. Bilo je u serijskoj proizvodnji.
- VK-80A - namijenjeno za zapovjedno vozilo brigade. Naoružano je samo mitraljezom kalibra 7,62 mm.  Izrađeno je samo nekoliko u prvoj proizvodnoj seriji.
- M-80A LT - lovac tenkova s POLO M-83 kupolom, koja je već korištena na BOV-1 i ima šest lansera za 9M14 Maljutka.
- Sava M-90
- SPAT 30/2 - samohodni protuavionski top.
- M-80A Sn -  sanitetsko vozilo bez kupole. Posada se sastoji od vozača i tri bolničara. Može prevesti 4 ležeća i 8 sjedeća pacijenta.
- MOS - samohodni minopolagač.
- M-98 Vidra - srbijanska inačica
- Polo M-80 - modernizirana hrvatska inačica

## Korisnici
- Hrvatska - svi će biti modernizirani kao 9P113 Polo
- Bosna i Hercegovina
- Ukrajina - primila donaciju bivših slovenskih M-80-ica
- Srbija

## Taktičko-tehničke karakteristike
- Kalibar topa: 20 mm
- Kalibar spregnutog mitraljeza: 7,62 mm
- Protuoklopne vođene rakete: 2 x 9M14M
- Borbeni komplet topa: 400
- Borbeni komplet mitraljeza: 2000
- Borbeni komplet POVR: 4
- Posada: 3+7
- Masa vozila: 13850 kg
- Dužina: 6,42 m
- Širina: 2,885 m
- Visina: 2,2 m
- Visina s POVR: 2,67 m
- Klirens: 0,4 m
- Širina traga gusenica: 2,526 m
- Snaga motora: 235 kW
- Specifična snaga: 16,96 kW/t
- Radijus kretanja: 500 km
- Maksimalna brzina: 65 km/h
- Brzina plovljenja: 7,8 km/h
- Svladavanje vertikalne prepreke:  0,8 m
- Svladavanje rova: 2,4 m
- Uspon: 57,7%
- Bočni nagib: 46,6%